# Юрченко, Софья Григорьевна
Со́фья Григо́рьевна Ю́рченко (в девичестве Михе́йчик; 22 февраля 1989, Рогачёв) — белорусская гребчиха-байдарочница, выступает за сборную Белоруссии с 2013 года. Чемпионка Европы, серебряная и бронзовая призёрша чемпионатов мира, победительница национальных и молодёжных регат. На соревнованиях представляет Гомельскую область, мастер спорта международного класса.

## Биография
Софья Михейчик родилась 22 февраля 1989 года в городе Рогачёве, Гомельская область. Активно заниматься греблей на байдарке начала в возрасте двенадцати лет по наставлению отца-каноиста, проходила подготовку в рогачёвской специализированной детско-юношеской спортивной школе олимпийского резерва № 2, позже училась в гомельской областной школе высшего мастерства. Тренировалась у таких специалистов как Г. П. Шишов и В. А. Прищепов. Состоит в Федерации профсоюзов Беларуси.
По юниорам в 2012 году стала бронзовой призёршей молодёжного чемпионата Европы в Португалии, заняв третье место в полукилометровой гонке байдарок-четвёрок. Первого серьёзного успеха на взрослом уровне добилась в 2013 году, когда впервые попала в основной состав белорусской национальной сборной и благодаря череде удачных выступлений удостоилась права защищать честь страны на чемпионате мира в немецком Дуйсбурге. Пробиться в число призёров ей, тем не менее, не удалось — среди байдарок-одиночек заняла пятнадцатое место на дистанции 500 метров, тогда как в двойках на 1000 метров финишировала пятой. Также, будучи студенткой, приняла участие в зачёте летней Универсиады в Казани, завоевала золотую медаль в программе четырёхместных экипажей на пятистах метрах.
В 2014 году Юрченко в паре с Александрой Гришиной выиграла золотую медаль на чемпионате Европы в немецком Бранденбурге, обошла всех соперниц на километровой дистанции. Затем удачно выступила на мировом первенстве в Москве, в той же дисциплине они с Гришиной финишировали вторыми, пропустив вперёд лишь экипаж из Дании. Кроме того, в команде с такими гребчихами как Марина Литвинчук, Ольга Худенко и Маргарита Тишкевич взяла бронзу в эстафете 4 × 200 м, проиграв России и Польше.
Имеет высшее образование, окончила Мозырский государственный педагогический университет имени И. П. Шамякина, где обучалась на факультете физической культуры. За выдающиеся спортивные достижения удостоена звания мастера спорта международного класса. Замужем за гребцом-каноистом Иваном Юрченко.